# Heinrich Robert
Heinrich Robert, eigentlich Heinrich Pappermann (7. November 1853 in Laibach, Kaisertum Österreich – nach 1908) war ein vermutlich österreichischer Theaterschauspieler und -regisseur.

## Leben
Heinrich, Sohn eine Druckereibesitzers, war anfänglich vier Jahre als Goldschmied tätig. Er widmete sich sodann der Bühne (Charakterfach) und wirkte in Lüneburg, Heidelberg, Rostock, Riga, Stettin, Aachen (1892–1895), Magdeburg (1896–1899) und Gera (1900) als Schauspieler und Regisseur. 1901 übernahm er die Leitung des Stadttheaters Ulm.
Heinrich war mit seiner Schauspielkollegin Marie Barnay verheiratet. Insgesamt war er sieben Jahre lang Theaterintendant in Ulm. 1904, in dem Jahr als seine Frau starb, feierte er sein 25-jähriges Bühnenjubiläum.